# Satz von Stewart
Der Satz von Stewart ist ein Satz der euklidischen Geometrie, der bei der Beschreibung der Geometrie eines Dreiecks verwendet wird. Mit ihm lässt sich die Länge einer Strecke durch die Ecke eines Dreiecks zur ihr gegenüberliegenden Seite berechnen. Er wurde 1746 vom schottischen Mathematiker Matthew Stewart aufgestellt (obwohl er vermutlich schon Archimedes bekannt war).

## Definition

Konstruktion zum Satz von Stewart

Gegeben sei ein Dreieck (siehe Bild) mit den definierenden Eckpunkten A, B und C und den Seitenlängen
{\displaystyle a={\overline {CB}}}; {\displaystyle b={\overline {AC}}} und {\displaystyle c={\overline {AB}}}.
Weiter sei M ein Punkt auf der Strecke {\displaystyle [AB]} mit
{\displaystyle x={\overline {AM}}}; {\displaystyle y={\overline {MB}}} und {\displaystyle c=x+y\,}.
Der Satz von Stewart  besagt dann:
(1)  {\displaystyle xa^{2}+yb^{2}=\left(x+y\right){\overline {CM}}^{2}+xy^{2}+yx^{2}=c\left({\overline {CM}}^{2}+xy\right)}
Wird der Bruchteil {\displaystyle {\frac {\overline {AM}}{\overline {AB}}}} mit {\displaystyle \phi \,} bezeichnet, dann gilt (mit {\displaystyle \phi ^{\prime }=1-\phi })
{\displaystyle x=\phi c\,} und {\displaystyle y=\phi ^{\prime }c} ,
und der Satz lässt sich auch folgendermaßen formulieren:
(2)  {\displaystyle {\overline {CM}}^{2}=a^{2}\phi +b^{2}\phi ^{\prime }-c^{2}\phi \phi ^{\prime }}

## Anwendungen
Der wichtige Satz des Heron zur Berechnung des Flächeninhalts eines Dreiecks aus seinen Seitenlängen folgt direkt aus dem Satz von Stewart. Der Satz von Stewart wurde auch vom niederländischen Mathematiker Oene Bottema für die Anwendung auf Simplexen und Tetraedern verallgemeinert.
Der Satz von Stewart umfasst auch den Pythagoreischen Lehrsatz. In dem Sonderfall  {\displaystyle a=b} und  {\displaystyle x=y}  besagt er nämlich:
{\displaystyle a^{2}={\overline {CM}}^{2}+x^{2}}
und damit:
{\displaystyle {\overline {CB}}^{2}={\overline {CM}}^{2}+{\overline {MB}}^{2}}
Diese Situation lässt sich zu einem gegebenen rechtwinkligen Dreieck {\displaystyle CMB} mit  rechtem Winkel bei {\displaystyle M} stets dadurch erzeugen, dass man es an der Kathetengerade {\displaystyle CM} spiegelt, wodurch {\displaystyle A} und {\displaystyle B} zu Spiegelpunkten und das Dreieck {\displaystyle ABC} ein gleichschenkliges wird.

## Beweis des Satzes
Man darf oBdA annehmen, dass das Dreieck {\displaystyle ABC} (siehe Bild) eine geometrische Figur der komplexen Zahlenebene darstellt und dabei insbesondere {\displaystyle A=0} ist, die Gerade {\displaystyle AB=AM=MB} mit der reellen Achse {\displaystyle \mathbb {R} \subset \mathbb {C} } zusammenfällt und zugleich  {\displaystyle C\in \mathbb {H} } gilt, also der Eckpunkt {\displaystyle C} in der oberen Halbebene liegt. Andernfalls kann man diese Situation durch Anwendung geeignet gewählter ebener Kongruenzabbildungen stets schaffen. Da kongruente Figuren stets gleiche Größenbeziehungen aufweisen, ist es hinreichend, den Satz für diesen Spezialfall zu beweisen.
Damit lassen sich dann in drei Schritten die folgenden Kalkulationen zum Beweis des Satzes anstellen.

### (I) Grundgleichungen
Es bestehen unter Benutzung der komplexen Betragsfunktion {\displaystyle z\mapsto |z|={\sqrt {z\cdot {\overline {z}}}}} die folgenden Grundgleichungen (vgl. Bild):
{\displaystyle A=0}
{\displaystyle {\overline {AC}}=|C|=b}
{\displaystyle M={\overline {AM}}=x}
{\displaystyle {\overline {MB}}=|M-B|=y}
{\displaystyle B={\overline {AB}}={\overline {AM}}+{\overline {MB}}=x+y=c}
{\displaystyle {\overline {BC}}=|B-C|=|C-(x+y)|=a}
{\displaystyle {\overline {CM}}=|C-x|}

### (II) Abgeleitete Gleichungen
Aus (I) ergibt sich zunächst:
{\displaystyle {\overline {CM}}^{2}=|C-x|^{2}=(C-x)\cdot {\overline {(C-x)}}}
und weiter unter Benutzung der Realteilfunktion {\displaystyle z\mapsto \Re (z)} und unter Beachtung der Tatsache, dass {\displaystyle x={\overline {x}}\in \mathbb {R} }  und {\displaystyle y={\overline {y}}\in \mathbb {R} }:
{\displaystyle a^{2}=|(C-x)-y|^{2}=((C-x)-y)\cdot {\overline {((C-x)-y)}}=|C-x|^{2}+y^{2}-2\cdot y\cdot \Re (C-x)={\overline {CM}}^{2}+y^{2}-2\cdot y\cdot \Re (C-x)}
{\displaystyle b^{2}=|C|^{2}=C\cdot {\overline {C}}=(C-x+x)\cdot {\overline {((C-x)+x)}}=|C-x|^{2}+x^{2}+2\cdot x\cdot \Re (C-x)={\overline {CM}}^{2}+x^{2}+2\cdot x\cdot \Re (C-x)}
Man multipliziert in der vorletzten Gleichung links und rechts mit   {\displaystyle x}, in der letzten Gleichung links und rechts mit  {\displaystyle y}, bildet die Summe der jeweiligen linken und der rechten Terme und erhält, da sich {\displaystyle 2\cdot x\cdot y\cdot \Re (C-x)} weghebt, die folgende Summendarstellung:
{\displaystyle x\cdot a^{2}+y\cdot b^{2}=x\cdot ({\overline {CM}}^{2}+y^{2})+y\cdot ({\overline {CM}}^{2}+x^{2})}

### (III) Schlussgleichungen
Aus (II) folgt mittels Ausmultiplizieren und Vertauschung der Terme und nach Ausklammern:
{\displaystyle x\cdot a^{2}+y\cdot b^{2}={\overline {CM}}^{2}\cdot (x+y)+x\cdot y\cdot (x+y)}
und schließlich wegen {\displaystyle c=x+y}:
{\displaystyle x\cdot a^{2}+y\cdot b^{2}=c\cdot ({\overline {CM}}^{2}+x\cdot y)}
und damit die oben behauptete Identität (1).